# S/PDIF

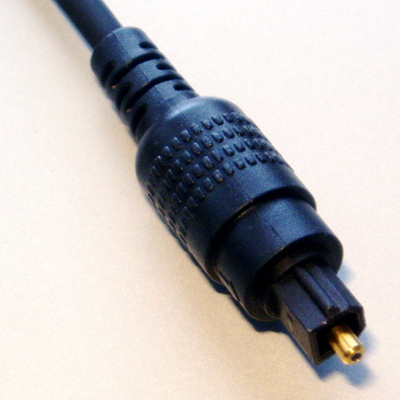
Connettore TOSLINK maschio

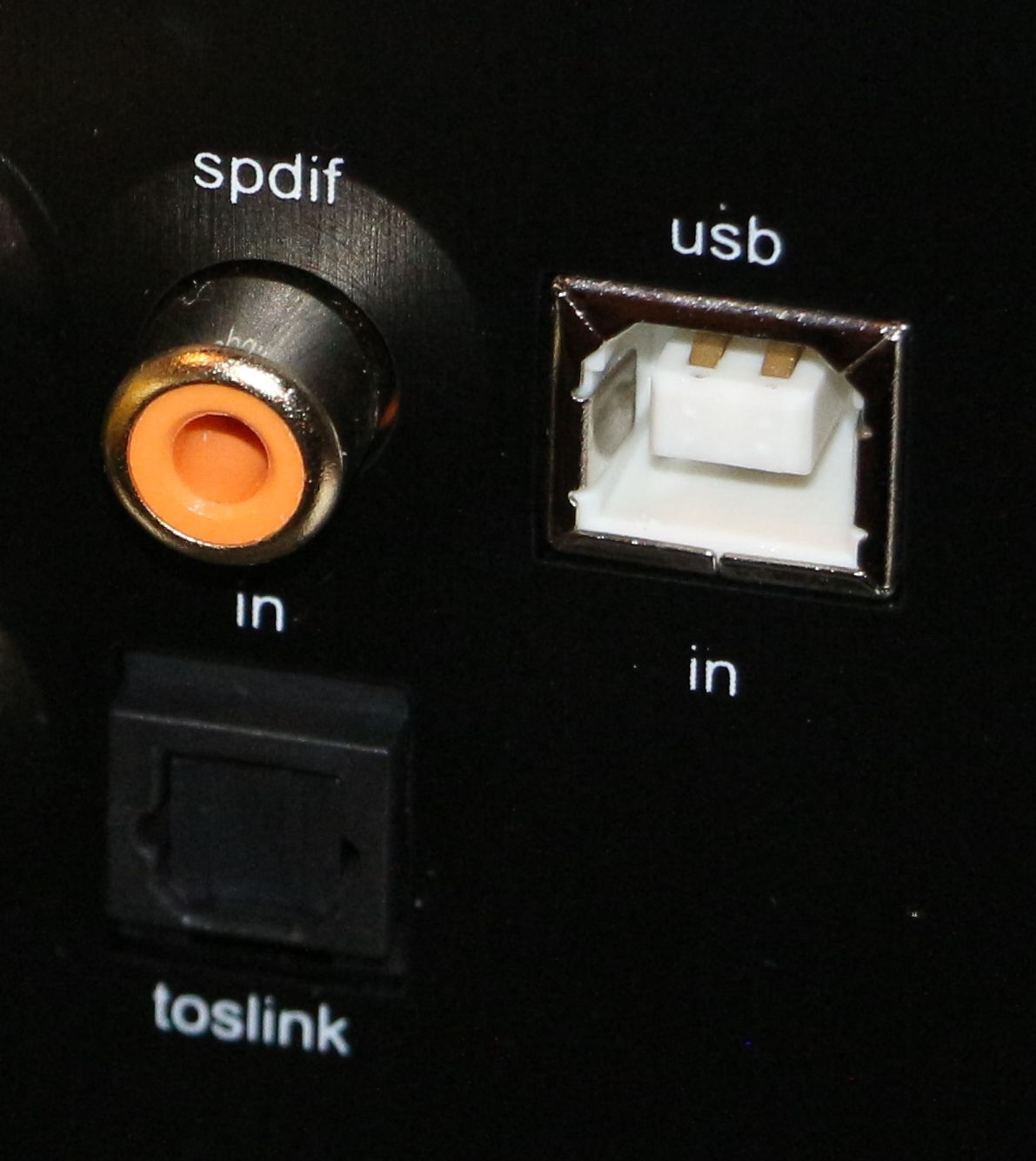
Ingressi S/PDIF coassiale RCA e TOSLINK femmina

S/PDIF (sigla di "Sony/Philips Digital Interface Format") è un tipo di formato digitale usato nell'elettronica di consumo per la connessione di dispositivi audio. Per trasmettere il segnale S/PDIF tra due dispositivi viene generalmente utilizzato un cavo coassiale con connettori RCA o un cavo in fibra ottica con connettori TOSLINK.
Il formato S/PDIF (coperto dal brevetto EP000000811295B1) comprende un insieme di specifiche hardware e protocolli a basso livello per il trasporto di segnali audio digitali in Pulse-Code Modulation (PCM) tra periferiche audio. È stato standardizzato come IEC 958 type II e IEC 60958-3 ed è una versione commerciale dello standard AES/EBU, da cui si distingue per alcune piccole differenze e componenti più economici.

## Applicazioni
L'interfaccia S/PDIF è usata nei lettori CD (e i lettori DVD che riproducono CD), ma è comune anche in altri componenti audio come i MiniDisc e le schede audio per computer. È utilizzata anche in ambito car audio, gran parte del cablaggio può essere sostituito da un unico cavo in fibra ottica immune alle interferenze elettriche.
Un altro utilizzo comune per l'interfaccia S/PDIF è il trasporto di segnali audio compressi definito dallo standard IEC 61937. In questo caso l'uscita del lettore DVD viene connessa a un ricevitore home theater Dolby Digital o DTS. La compressione è necessaria per poter trasportare un audio multicanale, in quanto l'S/PDIF può portare audio non compresso di soli due canali.

## Specifiche hardware
A seconda dello scopo le specifiche "S/PDIF" consentono l'utilizzo di diversi tipo di cavo. Questi si dividono in connessioni elettriche digitali (cavi coassiali o RCA) e digitali in fibra ottica (TOSLINK). Esistono anche adattatori per convertire il segnale dei diversi tipi di collegamento (nonostante siano più spesso utilizzati quelli RCA-TOSLINK). Tutti i tipi di collegamento richiedono un'alimentazione esterna. Il collegamento ottico è ritenuto più efficace in quanto immune alle interferenze elettriche.
L'interfaccia S/PDIF è stata sviluppata a partire da uno standard rivolto all'audio professionale chiamato AES/EBU e utilizzato soprattutto nei sistemi Digital Audio Tape (DAT) e nelle trasmissioni all'interno degli studi di registrazione professionali. S/PDIF ha un protocollo di comunicazione pressoché identico, ma si differenzia a livello fisico per i diversi connettori, da XLR a RCA o TOSLINK, e i cavi, da STP con linea bilanciata da 110 Ω al più comune cavo coassiale a 75 Ω. Questo per rendere a tutti gli effetti S/PDIF una versione più pratica ed economica del formato AES/EBU.
|                          | AES/EBU                                  | SPDIF                                          |
| ------------------------ | ---------------------------------------- | ---------------------------------------------- |
| Cablaggio                | 110 Ω STP, coassiale 75 Ω o Fibra Ottica | coassiale 75 Ω o fibra ottica                  |
| Connessione              | XLR a 3-pin, D-sub a 25-Pin, BNC         | RCA, BNC, o TOSLINK                            |
| Livello del segnale      | da 3 a 10 V                              | da 0.5 a 1 V                                   |
| Modulazione              | Biphase Mark Code                        | Biphase Mark Code                              |
| Informazioni incapsulate | testo ASCII                              | informazioni sulla protezione dalla copia SCMS |
| Risoluzione massima      | 24 bits                                  | 20 bits (opzionale a 24 bit)                   |

## Specifiche del protocollo
S/PDIF è utilizzato per trasmettere segnali digitali di diverso tipo. I più comuni hanno un sample rate di 48 kHz (lo stesso del DAT) e 44.1 kHz (come per i CD Audio). 
Per far sì che entrambi i sistemi siano supportati non c'è un bitrate predefinito, i dati invece sono inviati utilizzando il Biphase Mark Code, che può avere una o due transizioni per ogni bit, in modo da consentire l'estrazione del word clock originale dal segnale stesso.
S/PDIF è adatto alla trasmissione di dati audio digitali a 20 bit più altre informazioni (per la protezione dei dati stessi). Nella trasmissione di flussi a meno 20 bit, i bit superflui avranno valore zero. Alcuni dispositivi utilizzano 4 bit extra per aumentare la risoluzione a 24 bit (nel caso non siano supportati i bit extra vengono ignorati).
L'unica differenza a livello di protocollo tra S/PDIF e AES/EBU è il "Channel status bit".

### Ilchannel status bitnel protocollo S/PDIF
C'è un channel status bit in ogni subframe, quindi ogni blocco audio ha word di 192 bit.
Questo significa che ci sono 192/8 = 24 byte disponibili in ogni blocco audio. 
Il significato del channel status bit cambia completamente tra AES/EBU e S/PDIF.
In S/PDIF, la word di 192 bit è suddivisa in 12 words da 16 bit.
I primi 6 bit della prima word sono un codice di controllo il cui significato è mostrato nella tabella sotto:
| bit num. | se zero significa: | se uno significa: |
| -------- | ------------------ | ----------------- |
| 0        | consumer           | professional      |
| 1        | normal             | compressed data   |
| 2        | copy prohibit      | copy permit       |
| 3        | 2 channels         | 4 channels        |
| 4        | -                  | -                 |
| 5        | no pre-emphasis    | pre-emphasis      |